# Prostaglandina E2
A prostaglandina E2 (PGE2) é um eicosanoide (molécula lipídica com uma estrutura de 20C) do grupo das prostaglandinas. É um derivado do ácido araquidónico e, consequentemente, pertence à série 2 dos eicosanoides, pois possui duas ligações covalentes duplas. É um dos produtos da via metabólica da cascata do ácido araquidónico, à semelhança das demais prostaglandinas, dos tromboxanos e dos leucotrienos.
A PGE2 é um mediador lipídico de grande relevância na bioquímica humana que actua sobre um conjunto de receptores acoplados à proteína G denominados EP. Existem três isoformas do receptor: EP1, EP2 e EP3. Os efeitos da PGE2 são mediados por vias de sinalização intracelular que vão, obviamente, depender do tipo de receptor a que a molécula se ligar.

## Mecanismo de ação
As ações conhecidas desta prostaglandina são as seguintes:
- mediadas pelo receptor EP1:
  - aumento do tónus do músculo liso brônquico (broncoconstrição);
  - aumento do tónus do músculo liso do tracto gastro-intestinal;
- mediadas pelo receptor EP2:
  - diminuição do tónus do músculo liso brônquico (broncodilatação);
  - diminuição do tónus do músculo liso do tracto gastro-intestinal;
  - vasodilação sistémica (à semelhança da PGI2, mas, ao contrário desta, não inibe a agregação plaquetária);
  - vasodilação renal (actua conjuntamente com a PGD2 na dilatação da microvasculatura renal);
- mediadas pelo receptor EP3:
  - aumento do tónus do músculo liso do tracto gastro-intestinal;
  - inibição da secreção gástrica de HCl (acção sob as células parietais da mucosa gástrica);
  - aumento da secreção de muco pela mucosa gástrica (acção sob as glândulas mucosas);
  - inibição da neurotransmissão do sistema nervoso autónomo;
  - inibição da lipólise;
  - aumento da contractilidade do músculo liso uterino (indutor do parto).

## Síntese

Cascata do ácido araquidónico e a síntese de PGE_{2}

É sintetizada pela prostaglandina E2 sintetase a partir da prostaglandina precursora PGH2. A molécula foi descoberta em 1976 por Bunting, Gryglewski, Moncada e Vane.